# Joseph Girzone
Joseph F. Girzone (Albany (Nueva York), 1930 - 29 de noviembre de 2015) fue un escritor y sacerdote católico estadounidense, cuya obra más conocida es la serie de Joshua . Hijo de Peter y Margaret Girzone, en 1948 ingresó en la Orden Carmelita y fue ordenado en 1955. Después de servir como párroco de varias iglesias de Nueva York, se retiró del sacerdocio activo en 1981 por razones de salud. Después de su retiro, se embarcó en una segunda carrera como escritor a tiempo completo y conferenciante. Joseph Girzone vive ahora en Altamont, Estado de Nueva York.
En 1995 fundó la Joshua Foundation, "una organización dedicada a hacer a Jesús más conocido en todo el mundo."

## Obras
- Kara: el halcón solitario (1979)
- Joshua (1983)
- Joshua y los niños (1989)
- Joshua y el pastor (1990)
- Joshua en Tierra Santa (1993)
- Never Alone (1994)
- Joshua y la ciudad (1995)
- ¿Qué es Dios? (1996)[3]
- Joey: una historia verdadera de la fe y el perdón (1997)
- Un retrato de Jesús (1998)
- Joshua: el regreso a casa (1999)
- Jesús, su vida y sus enseñanzas: como grabado por su Mateo de amigos, marcos, Lucas y Juan (2000)
- Las parábolas de Josué (2001)
- El Mensajero (2002)
- Trinidad: una nueva espiritualidad de la vida (2002)
- Joshua en un mundo perturbado: una historia para nuestro tiempo (2005)
- Mi lucha con fe (2006)
- Familia de Joshua (2007)
- (Con introducción por Joseph F. Girzone) Colors of the Spirit by Dorothy K. Ederer, Doubleday, 1998. ISBN 978-0-385-48848-8